# Kloster Salzedas
Das Kloster Salzedas (Santa Maria de Salzedas) ist eine ehemalige Zisterzienserabtei im Kreis Tarouca im Distrikt Viseu in Portugal.

## Geschichte
Die Gegend war schon im 9. Jahrhundert von Eremiten besiedelt. Das Kloster wurde wohl 1159 (oder 1168) zisterziensisch und gehörte der Filiation der Primarabtei Clairvaux an. Die Gründung soll auf D. Teresa Afonso, die Frau von Egas Moniz, zurückgehen. Wie alle portugiesischen Zisterzienserklöster wurde auch Salzedas 1834 aufgelöst.

## Bauten und Anlage

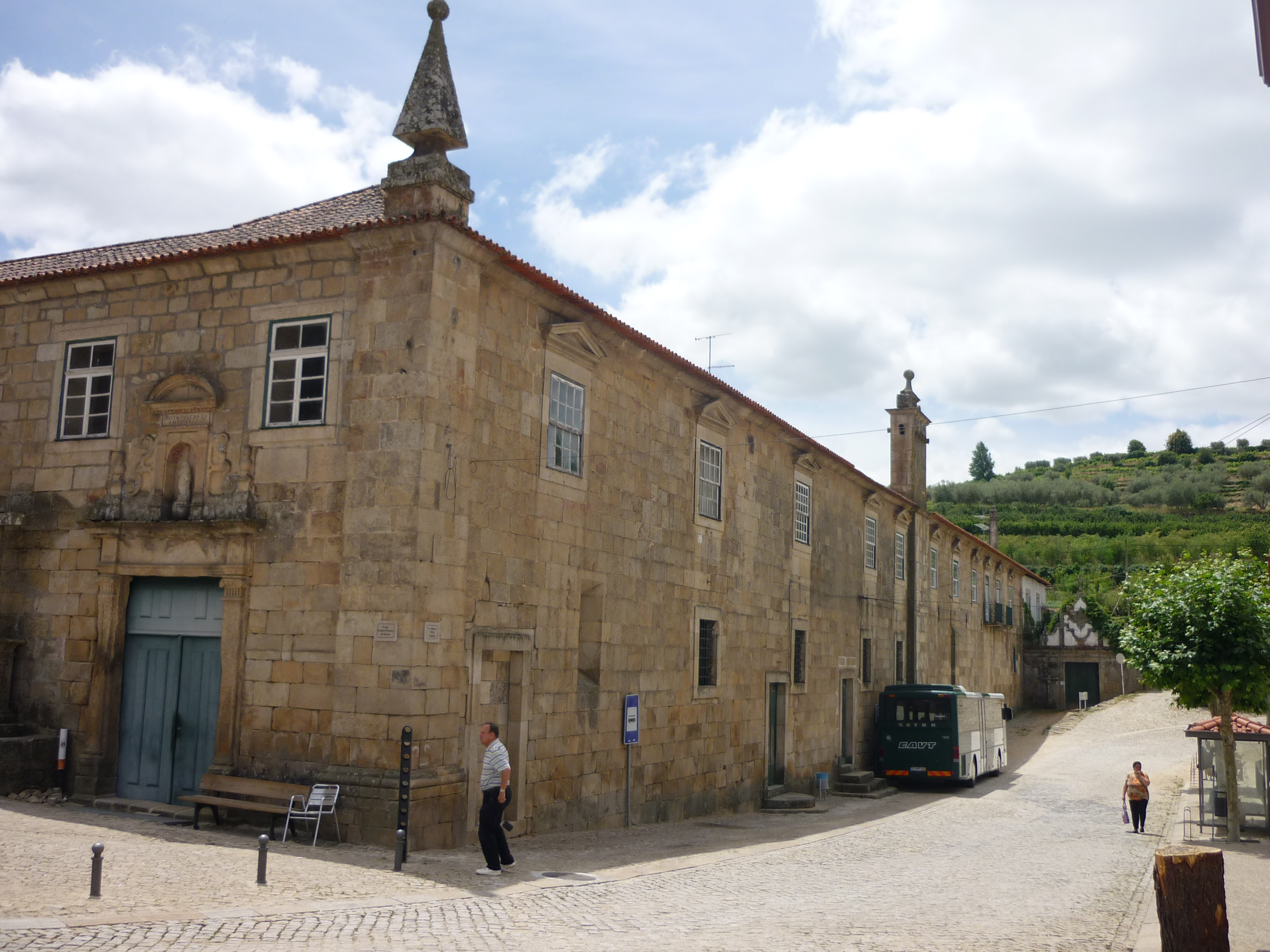
Die Klausur

Die Klausur befindet sich rechts von der Kirche. Vom 16. bis zum 18. Jahrhundert wurden die Klosterbauten erneuert. Die große Klosterkirche besitzt eine Barockfassade. In der Sakristei zwei Gemälde aus dem 16. Jahrhundert mit Darstellung der Heiligen Rochus und Sebastian.